# ローワン・ウィック
ローワン・デビッド・ウィック（Rowan David Wick；英語発音: /ˈroʊən ˈwɪk/、1992年11月9日 - ）は、カナダ・ブリティッシュコロンビア州ノースバンクーバー出身のプロ野球選手（投手）。右投左打。横浜DeNAベイスターズ所属。

## 経歴

### プロ入り前
高校時代はブリティッシュコロンビア・プレミア・ベースボール・リーグのバンクーバー・キャノンズでプレーしていた。当時のポジションは捕手。
2010年のMLBドラフト19巡目（全体579位）でミルウォーキー・ブルワーズから指名されるが、契約には至らず、ニューヨークのセント・ジョンズ大学へ進学した。1年後にサイプレス大学へ転校した。

### プロ入りとカージナルス傘下時代
2012年のMLBドラフト9巡目（全体300位）でセントルイス・カージナルスから指名され、6月9日に契約を結び、プロ入りを果たした。6月28日に傘下ルーキー級ガルフ・コーストリーグ・カージナルスへ配属された。23試合に出場して打率.156、1本塁打、8打点を記録した。
2013年6月19日にアパラチアンリーグのルーキー級ジョンソンシティ・カージナルスへ配属された。56試合に出場して打率.256、10本塁打、35打点を記録した。
2014年から外野手にコンバートされた。6月11日にA-級ステート・カレッジ・スパイクスへ配属された。35試合に出場して打率.378、14本塁打、38打点を記録した。7月23日にA級ピオリア・チーフスへ配属された。39試合に出場して打率.220、6本塁打、22打点を記録した。
2015年、開幕前にメジャーのスプリングトレーニングに招待された。4月9日にA+級パームビーチ・カージナルスへ配属された。33試合に出場して打率.198、3本塁打、16打点を記録した。5月21日にA-級ステート・カレッジへ配属されたが、打撃成績が悪かったため、投手にコンバートされ、6月22日にルーキー級ガルフ・コーストリーグ・カージナルスへ配属された。この年は3試合に登板した。
2016年4月7日にA+級パームビーチへ配属され、開幕を迎えた。23試合に登板して2勝0敗6セーブ、防御率1.09、37奪三振を記録した。同年のフロリダ・ステートリーグ・オールスターゲームに選出されている。6月21日にAA級スプリングフィールド・カージナルスへ配属された。7月28日に7日間の故障者リストに登録された。8月5日に解除された。21試合に登板して防御率4.12、20奪三振を記録した。オフにはアリゾナ・フォールリーグのグレンデール・デザートドッグスへ派遣され、9試合に登坂して0勝1敗、防御率4.50、8奪三振を記録した。また、11月18日にメジャー契約を結んで40人枠入りした。
2017年開幕前の2月8日に第4回WBCのカナダ代表に選出された。
シーズンでは3月19日にオプションでAAA級メンフィス・レッドバーズへ配属され、開幕を迎えた。5月14日、12日から遡って、 7日間の故障者リストに登録された。5月25日に解除された。6月2日、1日から遡って、7日間の故障者リストに登録された。

### パドレス時代
2018年2月16日にウェイバー公示を経てサンディエゴ・パドレスへ移籍した。3月9日に傘下のAAA級エル・パソ・チワワズへ降格し、28日に40人枠外となった。
シーズンでは8月末まで傘下のAA級サンアントニオ・ミッションズとAAA級エル・パソ・チワワズでプレーし、2球団合計で34試合に登板して2勝2敗4セーブ、防御率3.63、56奪三振を記録した。8月31日にメジャー契約を結んでアクティブ・ロースター入りすると、同日のコロラド・ロッキーズ戦でメジャーデビュー。この年メジャーでは10試合に登板して0勝1敗、防御率6.48、7奪三振を記録した。

### カブス時代

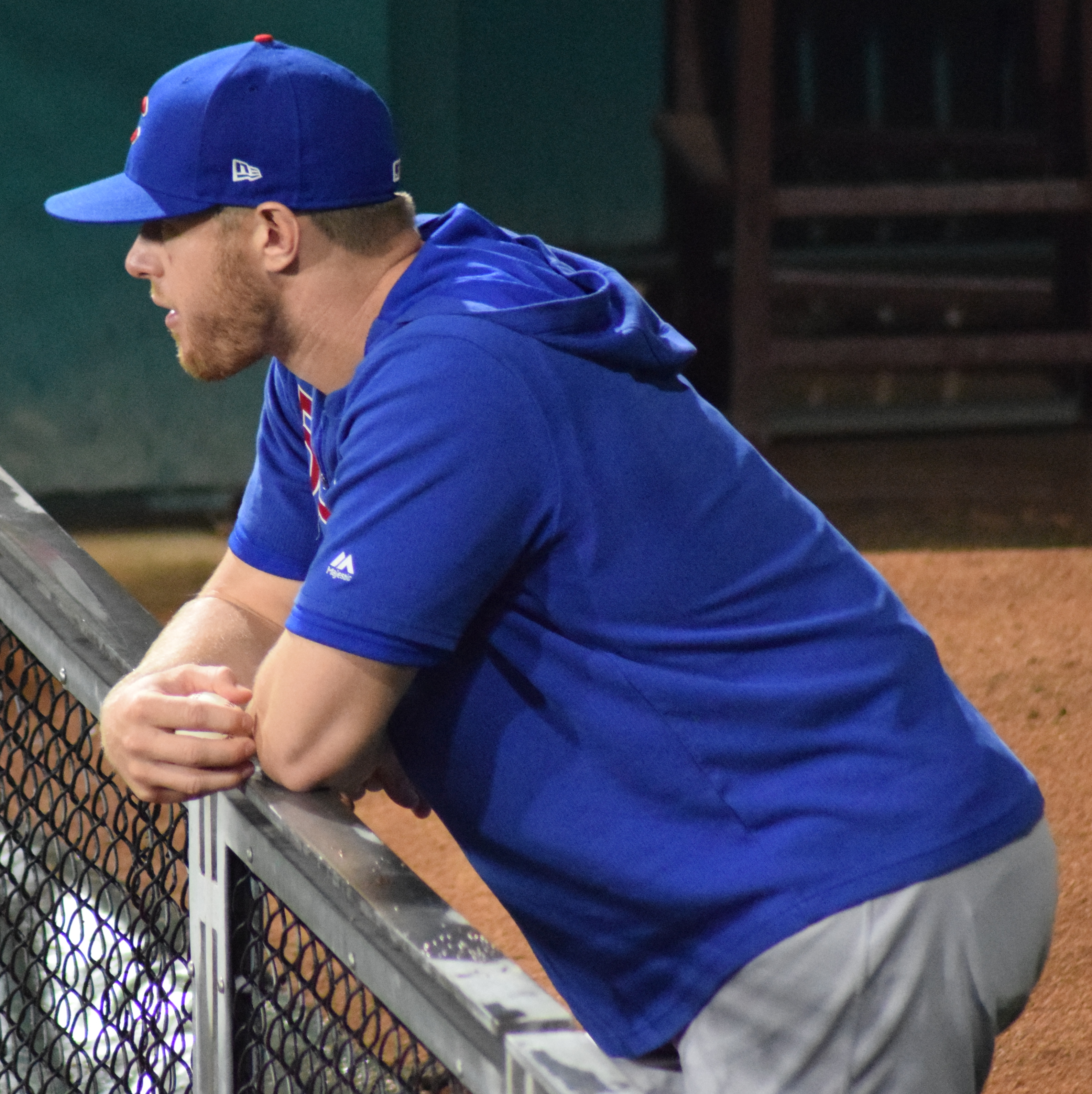
2019年8月13日

2018年11月20日にジェイソン・ボスラーとのトレードで、シカゴ・カブスへ移籍した。

### ブルージェイズ傘下時代
2023年8月2日、トロント・ブルージェイズとマイナー契約を結んだ。

### DeNA時代
2023年12月16日、横浜DeNAベイスターズへの入団が発表された。
2024年、開幕一軍入りするも、登板2試合目の4月3日の阪神タイガース戦、1点ビハインドの場面で3番手として登板すると、近本光司からソロ本塁打を打たれるなど、1/3を投げて2失点を喫してしまい、10日に出場選手登録抹消となった。5月31日に再度出場選手登録されると、同日の北海道日本ハムファイターズ戦で1点を勝ち越した直後の延長10回裏での登板を任され、無失点で抑えて来日初セーブを記録した。6月4日のオリックス・バファローズ戦では同点の場面で2番手として登板し、1回を無失点に抑えると直後にチームが勝ち越したため、来日初勝利を記録した。春先よりも投球内容を改善させ、その後も様々な場面で登板し、シーズン終盤には勝ちパターンの一角も務めた。8月27日の阪神戦で無死満塁のピンチを招きながら続投を希望して監督の三浦大輔に一喝される一幕があって以降、11試合連続自責点0と好調を維持していたが、9月25日の試合後に脇腹を痛め、翌日にチームドクターから右内腹斜筋の肉離れと診断を受け、27日に登録抹消となった。オフの11月30日に、来季契約を締結したことが発表され、残留が決まった。

## 選手としての特徴・人物
長身から投げ下ろす球速150 km/h超の速球や、縦に変化するカーブを武器とする右腕で、奪三振率が高い。来日前は高めでストライクを取る投球スタイルだったが、DeNA入団後は低めにボールを集めて勝負する投球スタイルへの変更に努めている。速球は2025年5月6日にバンテリンドーム ナゴヤにて自己最速の160 km/hを計測している。
プロ入り時は捕手で、その後外野手を経て、投手に転向した異色の経歴を持つ。
DeNA二軍では新任の二軍チーフ投手コーチ・入来祐作の熱心な指導を受け、一軍初勝利を手にした際にはそのウイニングボールを入来に渡すとし、「イリキサンは私の日本のお父さん」と話した。
2024年8月27日の阪神戦では、3点リードの展開で2番手で登板するも、連続四球と安打で無死満塁のピンチを招く。交代を告げに来た監督の三浦大輔に対して降板を拒否するそぶりを見せると、三浦を激高させてしまい、三浦は一喝したのちウィックの背中を押して降板させた（ウィックの残した走者が2人返るも、チームは勝利）。また、同年9月15日の広島東洋カープ戦、7回裏に先頭の秋山翔吾に対して伊勢大夢が初球で死球を与えた場面で、両チームがベンチからグラウンドに出て一触即発の空気になった際、この日に登板していなかったウィックも興奮した様子でベンチから飛び出し、広島監督の新井貴浩を挑発するしぐさをとり、新井は怒声を飛ばしてウィックにつかみかかろうとするなど乱闘寸前の言い合いになった。退場者は出なかったものの、警告試合が宣告された。三浦、新井の両監督とも温厚な人柄で知られており、8月の阪神戦での三浦の激高について、キャプテンの牧秀悟は「グラウンド内であそこまで感情を出すところは初めて見た」と語っている。なお、その試合後、三浦は投手コーチを交えてウィックと話し合いの場を持ち、互いに理解し合ったという。
トロント・ブルージェイズのファン。2013年からブルージェイズに所属した川﨑宗則の、英語が拙くも堂々としたコミュニケーション能力に共感し、DeNA入団では日本語を覚えて川﨑のようにチームメイトとコミュニケーションを取りたいと話している。

## 詳細情報

### 年度別投手成績
| 年 度    | 球 団    | 登 板 | 先 発 | 完 投 | 完 封 | 無 四 球 | 勝 利 | 敗 戦 | セ 丨 ブ | ホ 丨 ル ド | 勝 率 | 打 者 | 投 球 回 | 被 安 打 | 被 本 塁 打 | 与 四 球 | 敬 遠 | 与 死 球 | 奪 三 振 | 暴 投 | ボ 丨 ク | 失 点 | 自 責 点 | 防 御 率 | W H I P |
| -------- | -------- | ----- | ----- | ----- | ----- | -------- | ----- | ----- | -------- | ----------- | ----- | ----- | -------- | -------- | ----------- | -------- | ----- | -------- | -------- | ----- | -------- | ----- | -------- | -------- | ------- |
| 2018     | SD       | 10    | 0     | 0     | 0     | 0        | 0     | 1     | 0        | 0           | .000  | 38    | 8.1      | 13       | 1           | 1        | 0     | 0        | 7        | 0     | 0        | 6     | 6        | 6.48     | 1.68    |
| 2019     | CHC      | 31    | 0     | 0     | 0     | 0        | 2     | 0     | 2        | 5           | 1.000 | 140   | 33.1     | 22       | 0           | 16       | 1     | 3        | 35       | 0     | 0        | 13    | 9        | 2.43     | 1.14    |
| 2020     | CHC      | 19    | 0     | 0     | 0     | 0        | 0     | 1     | 4        | 5           | .000  | 74    | 17.1     | 18       | 1           | 6        | 1     | 0        | 20       | 0     | 0        | 6     | 6        | 3.12     | 1.38    |
| 2021     | CHC      | 22    | 0     | 0     | 0     | 0        | 0     | 1     | 5        | 2           | .000  | 100   | 23.0     | 17       | 1           | 14       | 0     | 1        | 29       | 1     | 0        | 12    | 11       | 4.30     | 1.35    |
| 2022     | CHC      | 64    | 0     | 0     | 0     | 0        | 4     | 7     | 9        | 4           | .364  | 294   | 64.0     | 79       | 9           | 29       | 2     | 1        | 69       | 3     | 0        | 37    | 30       | 4.22     | 1.69    |
| 2024     | DeNA     | 43    | 0     | 0     | 0     | 0        | 5     | 1     | 1        | 11          | .833  | 193   | 45.0     | 36       | 3           | 20       | 0     | 1        | 50       | 3     | 0        | 16    | 13       | 2.60     | 1.24    |
| MLB：5年 | MLB：5年 | 146   | 0     | 0     | 0     | 0        | 6     | 10    | 20       | 16          | .375  | 646   | 146.0    | 149      | 12          | 66       | 4     | 5        | 160      | 4     | 0        | 74    | 62       | 3.82     | 1.47    |
| NPB：1年 | NPB：1年 | 43    | 0     | 0     | 0     | 0        | 5     | 1     | 1        | 11          | .833  | 193   | 45.0     | 36       | 3           | 20       | 0     | 1        | 50       | 3     | 0        | 16    | 13       | 2.60     | 1.24    |

- 2024年度シーズン終了時

### 年度別守備成績
| 年 度 | 球 団 | 投手（P） | 投手（P） | 投手（P） | 投手（P） | 投手（P） | 投手（P） |
| 年 度 | 球 団 | 試 合     | 刺 殺     | 補 殺     | 失 策     | 併 殺     | 守 備 率  |
| ----- | ----- | --------- | --------- | --------- | --------- | --------- | --------- |
| 2018  | SD    | 10        | 1         | 0         | 0         | 0         | 1.000     |
| 2019  | CHC   | 31        | 2         | 5         | 0         | 0         | 1.000     |
| 2020  | CHC   | 19        | 1         | 0         | 0         | 0         | 1.000     |
| 2021  | CHC   | 22        | 0         | 2         | 0         | 0         | 1.000     |
| 2022  | CHC   | 64        | 4         | 7         | 1         | 0         | .917      |
| 2024  | DeNA  | 43        | 4         | 3         | 1         | 0         | 1.000     |
| MLB   | MLB   | 146       | 8         | 14        | 1         | 0         | .957      |
| NPB   | NPB   | 43        | 4         | 3         | 1         | 0         | 1.000     |

- 2023年度シーズン終了時

### 表彰
MiLB
- ニューヨーク・ペンリーグ 週間最優秀選手：1回（2014年6月23日）

### 記録

#### MiLB
その他の記録
- フロリダ・ステートリーグ・オールスターゲーム選出：1回（2016年）

#### NPB
初記録
投手記録
- 初登板：2024年3月31日、対広島東洋カープ3回戦（横浜スタジアム）、7回表に2番手で救援登板、1回無失点
- 初セーブ：2024年5月31日、対北海道日本ハムファイターズ1回戦（エスコンフィールドHOKKAIDO）、10回裏に5番手で救援登板・完了、1回無失点
- 初奪三振：同上、10回裏に田宮裕涼から空振り三振
- 初勝利：2024年6月4日、対オリックス・バファローズ1回戦（横浜スタジアム）、7回表に2番手で救援登板、1回無失点
- 初ホールド：2024年6月6日、対オリックス・バファローズ3回戦（横浜スタジアム）、5回表に3番手で救援登板、1回無失点

打撃記録
- 初打席：2024年9月7日、対読売ジャイアンツ19回戦（東京ドーム）、7回表にカイル・ケラーから見逃し三振[44]

その他の記録
- 三者連続三球三振：2025年6月22日、対千葉ロッテマリーンズ3回戦（横浜スタジアム）、山本大斗、西川史礁、藤岡裕大から ※史上22人目、24度目[45]

### 背番号
- 40（2018年）
- 50（2019年 - 2022年）
- 99（2023年）
- 62（2024年 - ）

### 代表歴
- 2017 ワールド・ベースボール・クラシック・カナダ代表